# Rhotidoides sidnica
Rhotidoides sidnica är en insektsart som beskrevs av Evans 1939. Rhotidoides sidnica ingår i släktet Rhotidoides och familjen dvärgstritar. Inga underarter finns listade i Catalogue of Life.